# ロケラニ・マクマイケル
ロケラニ・マクマイケル（Lokelani McMichael）はアメリカ合衆国のハワイ州カイルア・コナ出身のトライアスロン選手、サーファー、モデル。彼女の両親はカイルア・コナでサーフショップを経営しており、彼女もサーフィンを親しんできた。
彼女が18歳の時に1995年の8月に毎年ハワイで行われているアイアンマン・トライアスロンに参加、15時間21分をかけて最下位だったものの見事に完走し、アイアンマン・トライアスロンを完走した最も若い女性となった。このことはGQ、Runner's Worldなどの多くの雑誌で取り上げられた。1999年にはミス・コナコーヒーに選ばれ、モデルとしての稼業を始めた
アメリカン・ブロードキャスティング・カンパニーのThe Bachelorという番組で、アメリカ海軍のアンドリュー・ボールドウィン医師とのデートを放送した。